# Ladislav Havelka
Ladislav Havelka (15. září 1900 Dolní Heřmanice – 22. července 1942 Koncentrační tábor Mauthausen) byl český učitel a oběť nacismu.

## Život
Ladislav Havelka se narodil 15. září 1900 v Dolních Heřmanicích na Žďársku v rodině železničáře Justina Havelky a Kristiny, rozené Zezulové. V roce 1920 odmaturoval na druhé české státní reálce v Brně a mezi lety 1920 a 1921 byl ve stavu studentů České vysoké škole technické Brno na odboru strojního inženýrství a elektroinženýrství. Následně absolvoval abiturientský kurz při učitelském ústavu v Brně a stal se učitelem. Působil v brněnských Bohunicích, poté získal post řídícího učitele na obecné škole Květné na Uherskohradišťsku. Po německé okupaci v březnu 1939 vstoupil do protinacistického odboje. Poprvé byl zatčen a vyšetřován gestapem mezi 14. a 26. červnem 1939, podruhé byl zatčen 29. září 1941 v Květné. Vězněn byl postupně v Uherském Hradišti, brněnských Kounicových kolejích a koncentračním táboře Mauthausen. Dne 27. listopadu 1941 byl stanným soudem odsouzen pro rušení veřejného pořádku a bezpečnosti a přípravu velezrady k předání gestapu a zabavení veškerého majetku. Dne 22. července 1942 zahynul v koncentračním táboře Mauthausen úředně na povšechnou otravu.

## Posmrtná ocenění
- Po Ladislavu Havelkovi byla v brněnských Bohunicích, kde po nějakou dobu žil, pojmenována jedna z ulic[1]